# 테잎 (2001년 영화)
《테잎》(영어: Tape)은 미국에서 제작된 리처드 링클레이터 감독의 2001년 캠코더 드라마 영화이다. 이선 호크, 로버트 숀 레너드, 우마 서먼 등이 출연하였고, 게리 위닉 등이 제작에 참여하였다. 동명 희극 "테이프"(Tape)가 원작이다.

## 줄거리
캘리포니아주 오클랜드 의용 소방 대원인 마약상 빈스는 고등학교 동창 존이 고향 미시간주 랜싱 영화제에 다큐멘터리 영화를 출품하자 이를 응원하기 위해 랜싱 모텔 방에 투숙한다. 반가운 재회 후 이들의 대화는 과거에 존이 빈스의 전 여자친구 에이미를 강간했는지 여부로 흘러간다. 빈스는 존으로부터 죄를 인정하는 고백을 받아낸 뒤 감춰두었던 테이프 레코더를 꺼낸다. 곧 랜싱 법무부 지방 검사보가 된 에이미가 도착하고, 세 사람은 10년 전 파티에서 벌어졌던 일의 진상을 논하기 시작한다. 

## 출연
- 이선 호크
- 로버트 숀 레너드
- 우마 서먼

## 기타 제작진
- 공동 제작: 데이비드 리컨솔
- 미술: 스티븐 비어트리스
- 의상: 캐서린 마리 토머스